# Анна Герман. Тайна белого ангела
«Анна Герман. Тайна белого Ангела» (пол. Anna German. Tajemnica Białego Anioła) — биографический сериал о жизни и творчестве знаменитой польской певицы Анны Герман. Съёмки происходили в 2012 году к 30-летию со дня смерти певицы. Премьерный показ фильма в России и на Украине состоялся в сентябре 2012 года, в Польше — в феврале 2013 года.
Сериал — лауреат приза «Лучший сериал» и приза «Лучшая актриса» (Иоанна Моро) XIV телекинофорума «Вместе» (2013).

## Сюжет
История о певице, которая на пике своей славы попала в автокатастрофу и оказалась прикованной к больничной койке. 12 дней восходящая звезда Анна Герман не приходила в сознание. В те дни ей пришлось снова пережить трагические события своего детства — арест отца, обвинённого в шпионаже, скитания их осиротелой семьи по Средней Азии, смерть маленького брата, войну и побег в Польшу в надежде скрыться от преследователей из НКВД… Первую любовь и первый успех… Никто из врачей не верил, что она выживет. А если даже это случится, ей пророчили полную неподвижность до конца жизни. Однако, после 12 дней комы небо даровало ей шанс начать жизнь заново. И она совершила невозможное, став «белым ангелом» советской эстрады…

## В ролях
| Актёр                  | Роль                                                      |
| ---------------------- | --------------------------------------------------------- |
| Йоанна Моро            | Анна Герман                                               |
| Шимон Сендровский      | Збигнев Тухольский, муж Анны                              |
| Анна Кирина            | Анна Герман в возрасте 6 лет                              |
| Екатерина Цевменко     | Анна Герман в возрасте 12 лет (озвучила Иванна Папушенко) |
| Мария Порошина         | Ирма Мартенс-Герман-Бернер, мать Анны                     |
| Марат Башаров          | Валентин Лавришин                                         |
| Екатерина Васильева    | Анна Фризен, бабушка Анны                                 |
| Константин Милованов   | Евгений (Ойген) Фридрихович Герман, отец Анны             |
| Матеуш Млодзяновский   | Герман Бернер, отчим Анны                                 |
| Игорь Вилевский-Собчук | Збигнев-младший, сын Анны                                 |
| Кшиштоф Крупиньский    | Юлиан Кшивка                                              |
| Мария Звонарёва        | Анна Качалина                                             |
| Юлия Рутберг           | Анна Ахматова                                             |
| Елена Бондарева-Репина | Фаина Раневская                                           |
| Гаэтано Солфрицци      | Луиджи Тенко                                              |
| Доротея Меркури        | Далида                                                    |
| Микеле Ди Джакомо      | Адриано Челентано                                         |
| Валерий Легин          | Евгений Матвеев                                           |
| Каролина Горчица       | Ядвига Ковальская                                         |
| Ольга Фрыч             | Янечка, подруга Анны                                      |
| Виктор Сарайкин        | майор НКВД                                                |

## Факты
- В фильме, во время исполнения песен, был использован настоящий голос Анны Герман, за исключением эпизодов, где героиня поёт без аккомпанемента. В этих эпизодах звучит голос украинской певицы Владиславы Вдовиченко. Владислава исполнила 7 песен «а капелла» из репертуара Анны Герман: «Вернись в Сорренто», «Аве Мария», «Джи», «Гори, гори, моя звезда», романс «Не говорите мне о нём», «Надежда», «Баллада о небе и земле».
- Сценарий для фильма был согласован непосредственно с Збигневом Тухольским, вдовцом Анны Герман; песни в фильме использовались также с его согласия.
- Сериал пользуется большой популярностью в Польше. Каждая серия собирает аудиторию порядка 6 миллионов зрителей.[5]
- В трейлере к сериалу присутствует эпизод расстрела отца Анны, однако в сам сериал он не был включён.